# 8747 Asahi
A 8747 Asahi (ideiglenes jelöléssel 1998 FS73) a Naprendszer kisbolygóövében található aszteroida. T. Okuni fedezte fel 1998. március 24-én.